# Mayflower House Museum
Mayflower House Museum är ett museum i Plymouth i Massachusetts. Det drivs av Mayflower Society, som 1941 köpte herrgården Edward Winslow House, som byggts 1754. av Edward Winslows barnbarns barn.

### Fotnoter
1. ↑  ”Mayflower Photo Gallery” (på engelska). Society of Mayflower Descendents in the Commonwealth of Kentucky. Arkiverad från originalet den 21 januari 2016. https://web.archive.org/web/20160121174736/http://kentuckymayflower.com/photos.html. Läst 7 november 2015.